# Oratoire del Santissimo Sacramento

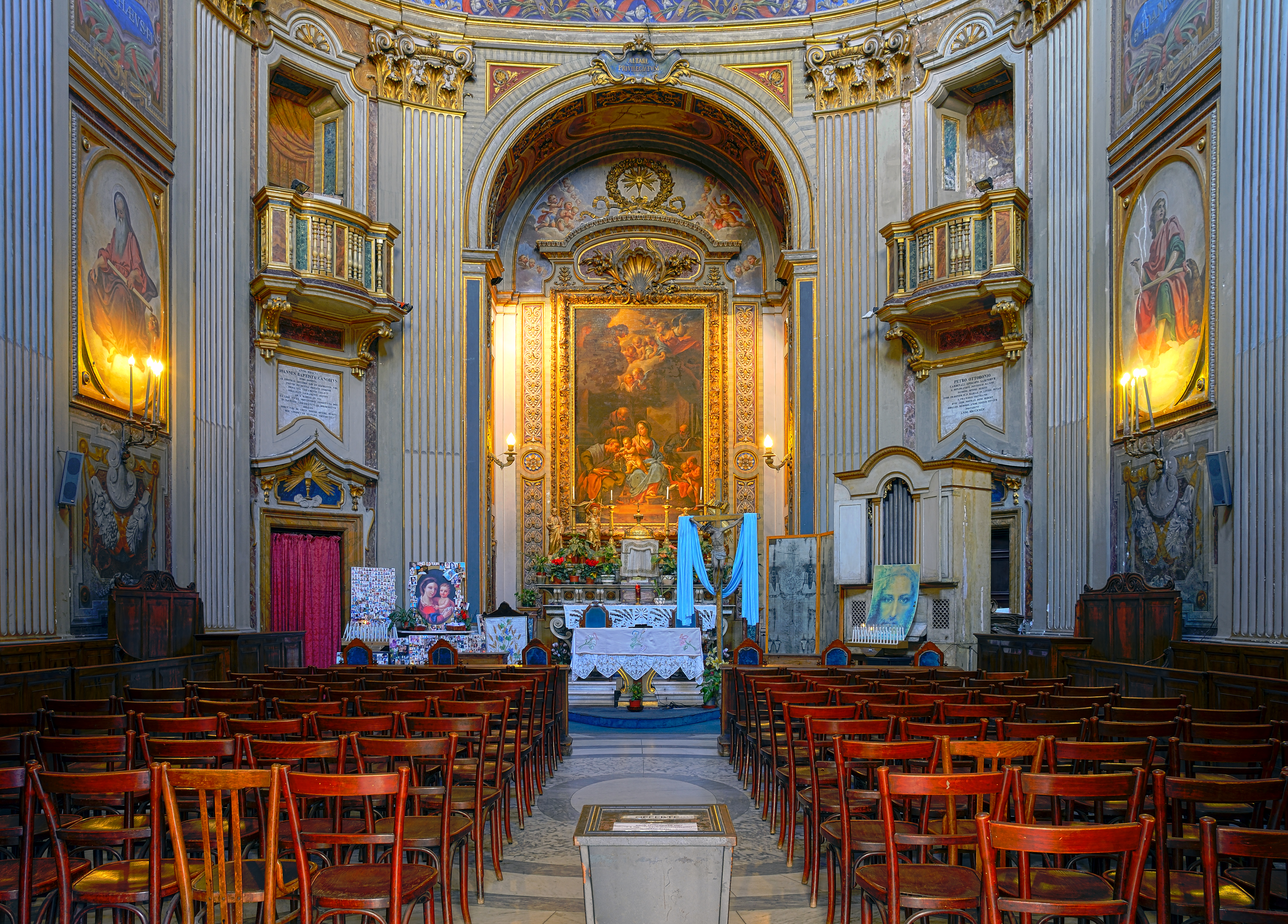
Intérieur.

L'oratoire del Santissimo Sacramento est une église catholique située dans le centre historique de Rome. 

## Emplacement
L'oratoire del Santissimo Sacramento est situé dans le Rione Trevi, Piazza Poli 11.  Au nord se trouve la Via del Tritone, au sud la Via del Mortaro. 

## Architecture et histoire
L'église a été construite entre 1576 et 1596 pour la confrérie Santissimo Sacramento. En 1681, Carlo Rainaldi fit une reconstruction dans le style baroque. Luigi Martinori a redessiné l'intérieur du bâtiment en 1875. 
La façade est caractérisée par des surfaces convexes et concaves. Le portail est flanqué de deux pilastres surmontés d'un tympan brisé et d'une statue de marbre. Les statues ont été conçues par Paolo Benaglia au XVIIIe siècle et représentent la foi et l'espoir. Juste au-dessus du portail se trouvent deux anges. Au-dessus du portail, une grande fenêtre cintrée est encadrée par deux colonnes et des pilastres. 
À l'intérieur de l'église, l'autel principal est orné d'un retable représentant la Sainte Famille de Francesco Trevisani. 